# Anna Katt
Anna Katt ist eine österreichisch-schwedische Singer-Songwriter-Band, die sich auch mit Elementen des Jazz auseinandersetzt. Das Trio besteht aus den Mitgliedern Kristina Lindberg (Gesang), Stefan Lindberg (Gitarre) und Manu Mitterhuber (Gitarre).

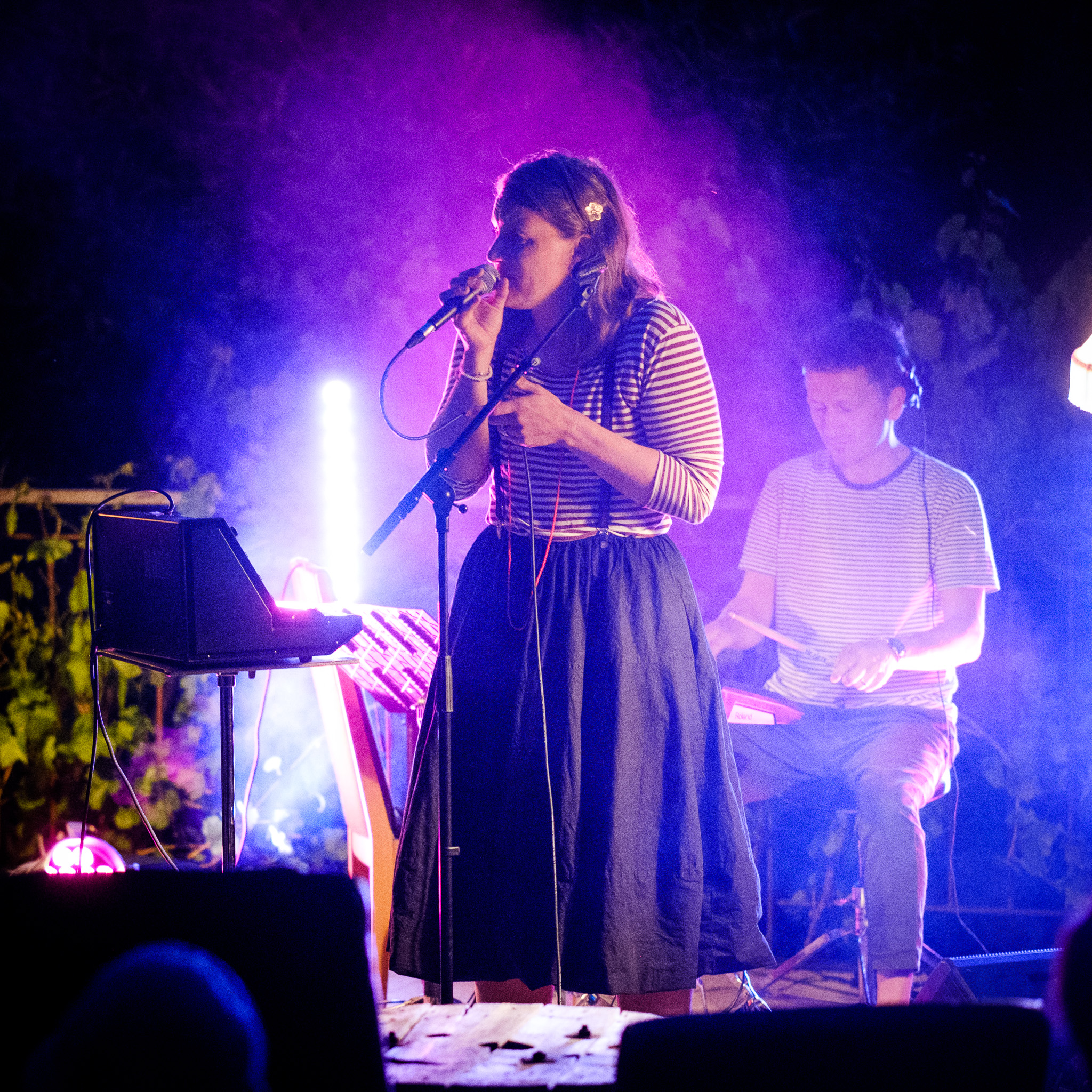
Kristina Lindberg und René Pichler im OKH Vöcklabruck 2025

## Geschichte und Karriere

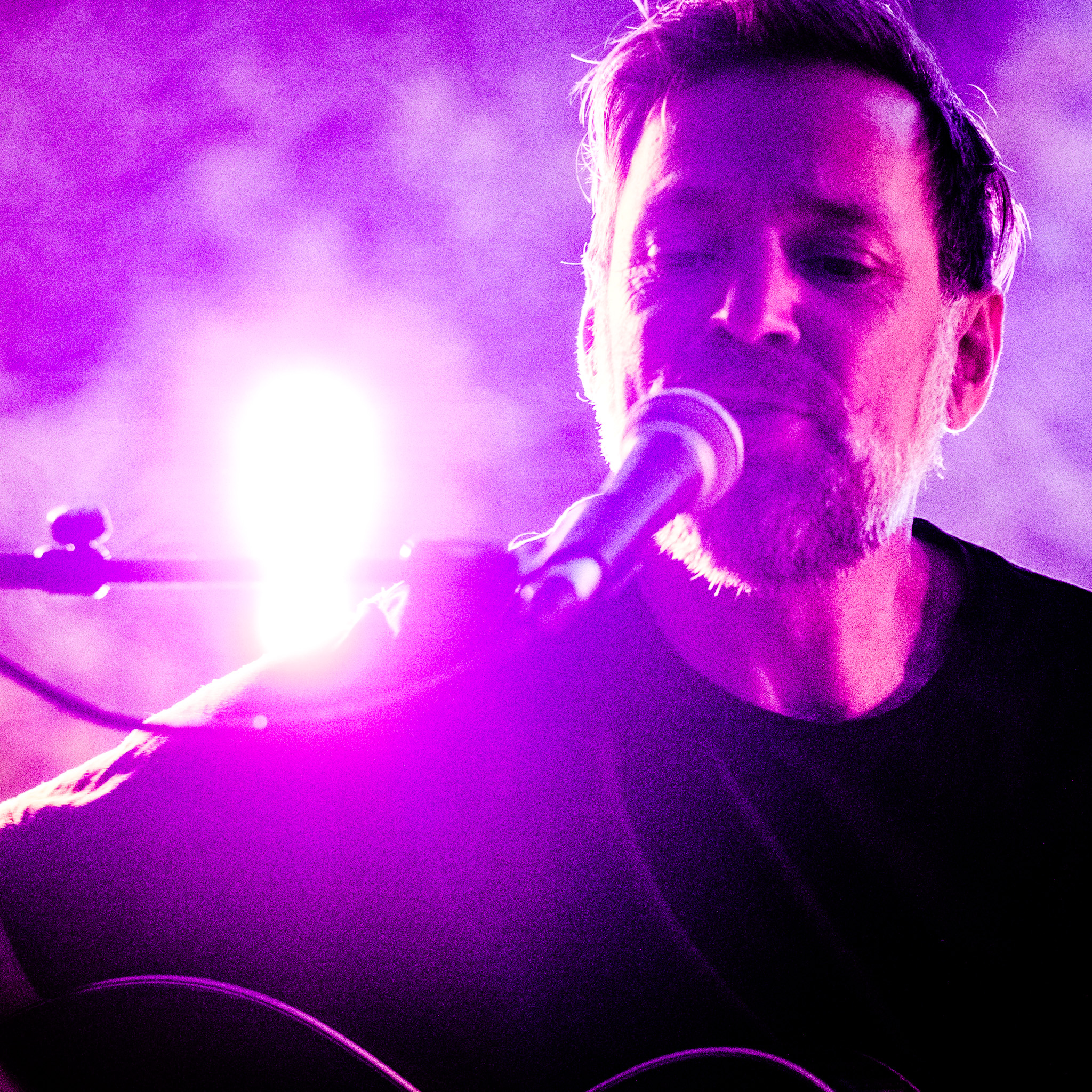
Stefan Lindberg 2025 im OKH Vöcklabruck

Die Band wurde im Jahr 2014 in der österreichischen Stadt Linz gegründet. Ihr Debütalbum Blue or Grey wurde im Jahr 2015 veröffentlicht und erhielt positive Kritiken. In den folgenden Jahren veröffentlichte Anna Katt weitere Alben: Till en vän im Jahr 2017 und Skymning im Jahr 2019.
Ihr viertes Album, When It Comes To This (2021), markierte eine neue Richtung für die Band. Hierbei wurde eine ernsthafte Annäherung an den Jazz vollzogen.
Die Single Side by Side erschien im Jahr 2024.

## Stil und Einflüsse
Anna Katt schöpft aus verschiedenen Quellen, darunter Folk, Jazz, Pop und Singer-Songwriter-Musik. Ihre Texte sind oft introspektiv und reflektieren persönliche Erfahrungen und Emotionen.

## Diskografie

### Alben
- „Blue or Grey“ (2015)
- „Till en vän“ (2017)
- „Skymning“ (2019)
- „When It Comes To This“ (2021)

### Singles
- „Lighter – 10 Years Edition“ (2023)
- „Side by Side“ (2024)